# Irina Soloviova
Irina Soloviova (en russe : Ирина Баяновна Соловьева ; Kireïevsk, 6 septembre 1937) est une aspirante-cosmonaute soviétique. Elle a fait partie des cinq candidates au premier vol spatial féminin (Vostok 6), en compagnie notamment de Valentina Terechkova et de Janna Iorkina.

## Biographie
Avant sa sélection, elle fait partie de l'équipe nationale de parachutisme de l'Union soviétique. Elle détient, à ce titre, plusieurs records,.
En juin 1963, elle est la doublure de Terechkova sur Vostok 6.